# 贝米内特 (阿拉巴马州)
贝米内特，是美国阿拉巴马州下属的一座城市，亦是鲍德温县縣城。面积约为8.57平方英里（约合22.19平方公里）。根据2010年美国人口普查，该市有人口8,044人，人口密度为938.73/平方英里（约合362.51/平方公里）。

## 地理
贝米内特的座標為30°53′0″N 87°46′38″W / 30.88333°N 87.77722°W（30.883446,-87.777183）。根據2000年人口普查，本城面積為8.0平方英里（20.72平方），其中7.96平方英里（20.62平方）為陸地，0.04平方英里（0.10平方）為水域。